# Шарлье, Леопольд
Леопольд Шарлье (фр. Léopold Charlier; 8 ноября 1867, Льеж — 23 июля 1936, Льеж) — бельгийский скрипач и музыкальный педагог.
Окончил Льежскую консерваторию (1888) по классу Родольфа Массара, племянника знаменитого Ламбера Массара. В 1887 г. дебютировал как солист. В 1892—1897 гг. руководил любительским оркестром в Льеже. С 1894 г. и до конца жизни возглавлял известный в городе струнный квартет, исполнивший, в частности, премьеру первого квартета Жозефа Йонгена 6 марта 1895 года. В 1900—1906 гг. руководил хором в Мальмеди, с 1910 г. и до конца жизни возглавлял городской симфонический оркестр.
В 1898—1932 гг. преподавал в Льежской консерватории, с 1909 г. профессор — воспитал, по подсчётам его биографа Стефана Дадо, 74 учеников, из которых наиболее творчески близким самому Шарлье стал Эктор Клокерс.
К настоящему времени Шарлье пользуется известностью, прежде всего, как автор довольно решительной редакции так называемой Чаконы Витали, значительно усилившей техническую сложность как скрипичной, так и клавирной партии. Транскрипция Шарлье была издана в 1910 г. издательством Breitkopf & Härtel; в 1921 г. в Нью-Йорке появилась выполненная по транскрипции Шарлье редакция Леопольда Ауэра, по поводу которой Шарлье безуспешно протестовал, требуя признать работу Ауэра недостаточно самостоятельной. Кроме того, в 1933 г. Шарлье оркестровал чакону.